# Eugen Bjørnstad
Eugen Bjørnstad (* 13. Dezember 1909 in Oslo; † 13. August 1992 in den Vereinigten Staaten) war ein norwegischer Automobilrennfahrer und der erste Grand-Prix-Teilnehmer seines Landes. 

## Leben und Karriere
Bjørnstads Karriere fiel in die 1930er-Jahre, also in die Zeit der Großen Preise vor der Etablierung einer Weltmeisterschaft. Er nahm zwar nie an den sogenannten Grandes Épreuves teil, auf denen die Grand-Prix-Europameisterschaftswertung basierte, war aber in kleineren Rennen durchaus sehr erfolgreich. Seine besondere Domäne waren Eisrennen. Zunächst auf Fiat Amilcar und Bugatti unterwegs, wechselte er auf einen Alfa Romeo 8C Monza, den er später an seinen schwedischen Kontrahenten Tore Berg verkaufte; seine letzte Saison 1937 bestritt er mit einem ehemaligen ERA-Werkswagen. Ende 1937 beendete er seine Rennsportkarriere und konzentrierte sich fortan auf seinen Hauptberuf als Autoverkäufer. Später zog er in die Vereinigten Staaten, wo er im Alter von 82 Jahren starb.
Bjørnstad galt als äußerst umgänglich und war im Fahrerlager hoch respektiert. Auf der Rennstrecke jedoch war er für seinen aggressiven Fahrstil bekannt. Seine übliche Taktik bestand darin, möglichst früh die Führung zu übernehmen und sie unter allen Umständen zu verteidigen. Dieses Verhalten führte mehrfach zu Diskussionen bezüglich angeblicher Fehlstarts und Behinderungen.

## Statistik

### Grand-Prix-Ergebnisse
| Saison | 1                                | 2                         | 3                                | 4                           | 5                                 | 6                                 | 7              |
| ------ | -------------------------------- | ------------------------- | -------------------------------- | --------------------------- | --------------------------------- | --------------------------------- | -------------- |
| 1932   | Munkkiniemenajo                  |                           |                                  |                             |                                   |                                   |                |
| 1932   | 5                                |                           |                                  |                             |                                   |                                   |                |
| 1933   | Großer Winter-Preis von Schweden | Svenska Isloppet          | Großer Preis von Finnland        | Großer Preis von Lwow       | Großer Preis von Schweden         | Großer Preis der Tschechoslowakei |                |
| 1933   | DSQ *                            | 3 *                       | DNF                              | 1                           | 3                                 | DNS                               |                |
| 1934   | Vallentunaloppet                 | Großer Preis von Norwegen | Großer Preis von Finnland        | Großer Preis von Penya Rhin | Großer Preis der Tschechoslowakei |                                   |                |
| 1934   | DNF *                            | DNF *                     | 1                                | DNS                         | DNF                               |                                   |                |
| 1935   | Großer Preis von Norwegen        | Vallentunaloppet          | Großer Preis von Finnland        |                             |                                   |                                   |                |
| 1935   | 5 *                              | 2 *                       | 9                                |                             |                                   |                                   |                |
| 1936   | Långforssjöloppet                | Hörkenloppet              | Großer Winter-Preis von Schweden | Großer Preis von Norwegen   | Großer Preis von Finnland         |                                   |                |
| 1936   | DNF *                            | 1 *                       | 1 *                              | 1 *                         | 1                                 |                                   |                |
| 1937   | Flatenloppet                     | Fredenloppet              | Gran Premio del Valentino        | Großer Preis von Neapel     | Großer Preis von Finnland         | Avusrennen                        | Vanderbilt Cup |
| 1937   | 1 *                              | 1 *                       | 1                                | 3                           | 3                                 | 7                                 | DNF            |

Anmerkung: Aufgeführt sind zur besseren Übersicht nicht alle der teilweise sehr zahlreichen Saisonrennen, sondern nur jene, bei denen Eugen Bjørnstad gemeldet war. Mit einem * gekennzeichnete Rennen waren Eisrennen.